# حسین جمشیدی گوهری
حسین جمشیدی گوهری (متولد ۱۳۶۰ تهران) تدوینگر سینما و طراح تیتراژ فیلم، اهل ایران است.

## فیلم‌شناسی

### تدوین
- چشم بادومی(۱۴۰۳)
- آبی روشن(۱۴۰۲)
- سریال حیثیت گمشده(۱۴۰۲)
- سریال عاشورا: ل ۳۱ (۱۴۰۲)
- در آغوش درخت (۱۴۰۱)
- موقعیت مهدی (۱۴۰۰)
- آتابای (۱۳۹۸)[۱]
- لاتاری(۱۳۹۶)[۲]
- مستند ترور سرچشمه(۱۳۹۶)[۳]
- مستند قاب‌ها(۱۳۹۵)[۴]
- مستند نغمه‌های محمدی(۱۳۹۱)[۵]

### طراح تیتراژ
- در آغوش درخت (۱۴۰۱)
- موقعیت مهدی (۱۴۰۰)
- جاندار (۱۳۹۸)
- بنفشه آفریقای (۱۳۹۶)
- بی‌نامی (۱۳۹۵)
- آبجی(۱۳۹۴)
- نفس(۱۳۹۴)
- برادرم خسرو (۱۳۹۴)
- ایستاده در غبار (۱۳۹۴)
- ساکن طبقه وسط (۱۳۹۳)
- طعم شیرین خیال (۱۳۹۳)
- ترنج(۱۳۹۱)
- سریال یه تیکه زمین(۱۳۹۱)
- سریال آخرین روزهای زمستان(۱۳۹۱)
- سریال نون و ریحون(۱۳۸۹)

## جوایز و افتخارات
- نامزد تندیس بهترین تدوین برای آتابای از بیست و دومین جشن حافظ(۱۴۰۲)۱
- نامزد تندیس بهترین تدوین از دوازدهمین دوره جوایز آکادمی فیلم کوتاه ایران (ایسفا) برای فیلم آخرین لالایی در تهران(۱۴۰۱)
- نامزد بهترین دستاورد فنی یا هنری برای تدوین فیلم موقعیت مهدی از جشنواره فیلم شهر(۱۴۰۱)
- نامزد سیمرغ بلورین بهترین تدوین از چهلمین دوره جشنواره فیلم فجر برای فیلم موقعیت مهدی(۱۴۰۰)
- برنده جایزه بهترین تدوین برای آخرین لالایی در تهران از سی و هشتمین جشنواره بین‌المللی فیلم کوتاه تهران(۱۴۰۰)[۶]
- برنده جایزه بهترین تدوین برای لاتاری از هجدهمین جشن حافظ(۱۳۹۷)
- نامزد بهترین تیتراژ برای فیلم سینمایی ایستاده در غبار و بهترین آنونس برای فیلم‌های سینمایی بدون مرز و نفس از جشنواره فیلم شهر(۱۳۹۶)[۷]
- نامزد بهترین دستاورد فنی برای کارگردانی سکانس‌های انیمیشن نفس از دهمین جشن انجمن نویسندگان و منتقدان سینمای ایران(۱۳۹۵)[۸]
- نامزد بهترین دستاورد فنی برای کارگردانی سکانس‌های کمیک‌موشن طعم شیرین خیال از نهمین جشن انجمن نویسندگان و منتقدان سینمای ایران(۱۳۹۴)[۹]
- نامزد بهترین تیتراژ فیلم برای فیلم طعم شیرین خیال از هفدهمین جشن خانه سینما(۱۳۹۴)[۱۰]
- نامزد بهترین تیزر برای فیلم سر به مهر از شانزدهمین جشن خانه سینما(۱۳۹۳)[۱۱]
- برنده دیپلم افتخار بهترین تیزر برای فیلم سر به مهر از سی و یکمین جشنواره فیلم فجر(۱۳۹۲)[۱۲]
- برنده جایزه سوم فستیوال فیلم کوتاه بنیاد فرهنگ لس‌آنجلس برای انیمیشن کوتاه چنگ خونگان(۲۰۱۲)